# 八一街道 (来宾市)
八一街道，是中华人民共和国广西壮族自治区来宾市兴宾区下辖的一个乡镇级行政单位。

## 行政区划
八一街道下辖以下地区：
华林社区、康裕社区和河鑫社区。